# Anclaje químico
El anclaje químico se utiliza en el campo de la ingeniería estructural, para fijar componentes a una estructura sólida o para juntas de hormigón armado.

## Descripción

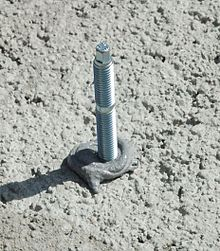
Varilla roscada y anclaje químico.

El anclaje químico (o comúnmente llamado "taco químico") se basa en la idea de fijar una varilla roscada o barra corrugada de metal a hormigones fisurados o no fisurados(hormigones con más de 30 días de antigüedad) o a rocas. Además es posible realizar aplicaciones a muros de ladrillo (pared) en lugar de hacerlo mecánicamente por fricción o por enclavamiento, utilizando una resina (pegamento) rígido.
Este material se inyecta en la perforación la que antes se limpia con sopladores eléctricos o manuales para una mejor adherencia en la rugosidad de la perforación, ideal además del soplador utilizar escobillas metálicas para conseguir limpiar los restos de la perforación del mejor modo posible.La perforación en hormigones y muros se realiza con brocas para hormigón.En rocas se realizan perforaciones diamantadas no brocas y se utilizan anclajes químicos especiales capaces de lograr adherencia en la perforación lisa y perfecta resultado de la perforación diamantada. Epoxi Puro en la mayoría de los casos.
En la mampostería perforada en ladrillos huecos se perfora y luego se introduce en la perforación un tamiz o taco al que se le inyecta algún anclaje químico como el metacrilato por ejemplo. Estos existen en diferentes envases siendo los envasados en tarros A+B los más antiguos, hoy existen envases bicomponentes con formato de silicona donde los productos A+B se mezclan solos  de modo perfectamente homogéneo en la cánula al salir no manualmente como antes donde no había garantía de una mezcla realmente homogénea para uso profesional.
Los beneficios de este material son la resistencia mecánica y la velocidad de endurecimiento que en muchos casos son 45 minutos. Para este fin es necesario el uso de resinas de dos componentes, una resina más el catalizador o endurecedor, que se caracterizan por reacción química que luego de minutos cura o seca. 
Para la aplicación de esta resina, el sistema más práctico en uso hoy en día es el cartucho de bicomponente(Resina +catalizador), con el que la resina se suministra con una pistola calafatera normal(Pistola de silicona), y el uso de una cánula o boquilla que es el mezclador estático en el que los componentes se proporcionan en paralelo, se mezclan al pasar a través de una "espiral" (mezclador estático) interna a la boquilla. 

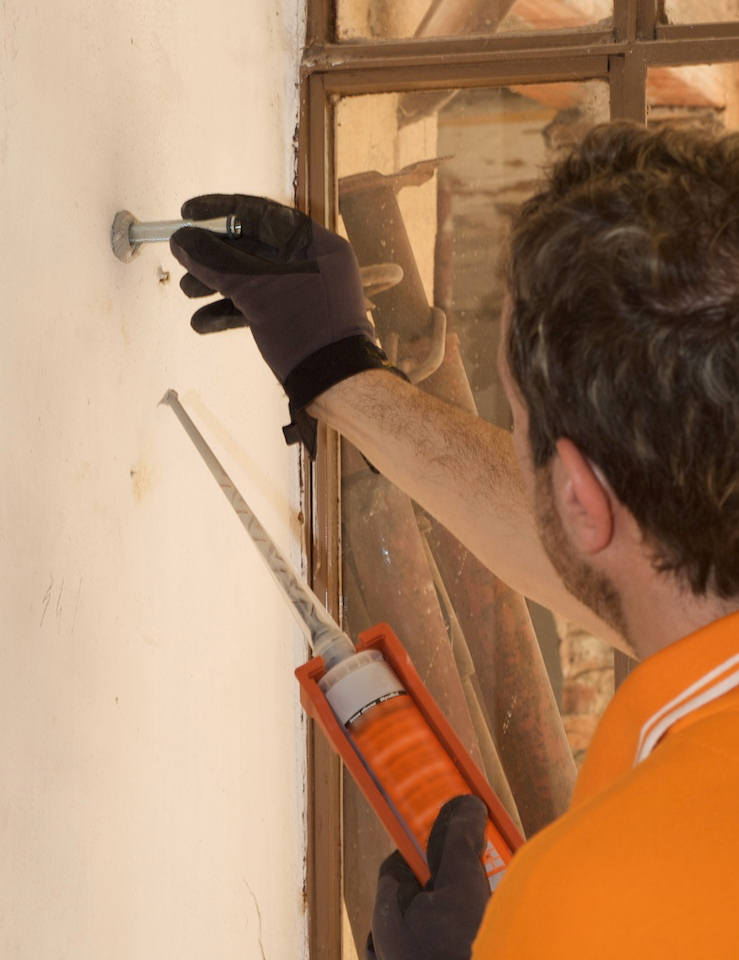
Aplicación de una varilla roscada con taco químico.

Hay también anclajes químicos en envases de vidrio (cápsulas químicas), que contienen una dosis única de resina y catalizador (separados en el mismo envase), que se pueden utilizar únicamente en soportes llenos; se introducen en el agujero y sucesivamente se introduce una varilla roscada, utilizando un taladro de percusión rotativo, que rompe el envase y mezcla los componentes que se endurecen rápidamente.

## Tipos de resinas
Los tipos de resinas utilizadas se distinguen por el tipo de aplicación y la resistencia requerida; hay resinas poliéster, resinas viniléster y resinas epoxi. 
Las resinas poliéster se caracterizan por una buena relación calidad-precio, pero no deben ser aplicados en el hormigón constantemente mojado, por el riesgo de hidrólisis alcalina que podría, a largo plazo, comprometer la resistencia, por lo que se destinan para usos artesanales como la instalación de ventanas y puertas, calefacción y fontanería, carpintería ligera y aplicación en ladrillos huecos.
Las resinas viniléster se caracterizan por una mayor resistencia mecánica y resistencia a la hidrólisis alcalina, por lo que son apropiadas en el uso de fijaciones de larga resistencia en las construcciones, incluyendo inyección de barras de refuerzo en la carpintería metálica pesada y en las obras viales. 
Las resinas epoxi se caracterizan por una mayor resistencia mecánica y una mejor adhesión en los agujeros hechos mediante perforadoras diamantadas, pero el tiempo de endurecimiento es aproximadamente diez veces mayor, por lo que se utilizan principalmente para empalmes de varillas de refuerzo, gracias a la mayor fluidez que se adecua a las inyecciones en agujeros más largos.

## Métodos de aplicación

### Aplicación en los ladrillos perforados
Es necesario el uso de un casquillo de inyección especial que no deje caer la resina dentro de la mampostería perforada, facilitando la formación de un conglomerado de resina que va a anclar los orificios del ladrillo hechos por el enclavamiento.

Casquillo de inyección para aplicación en ladrillos perforados.

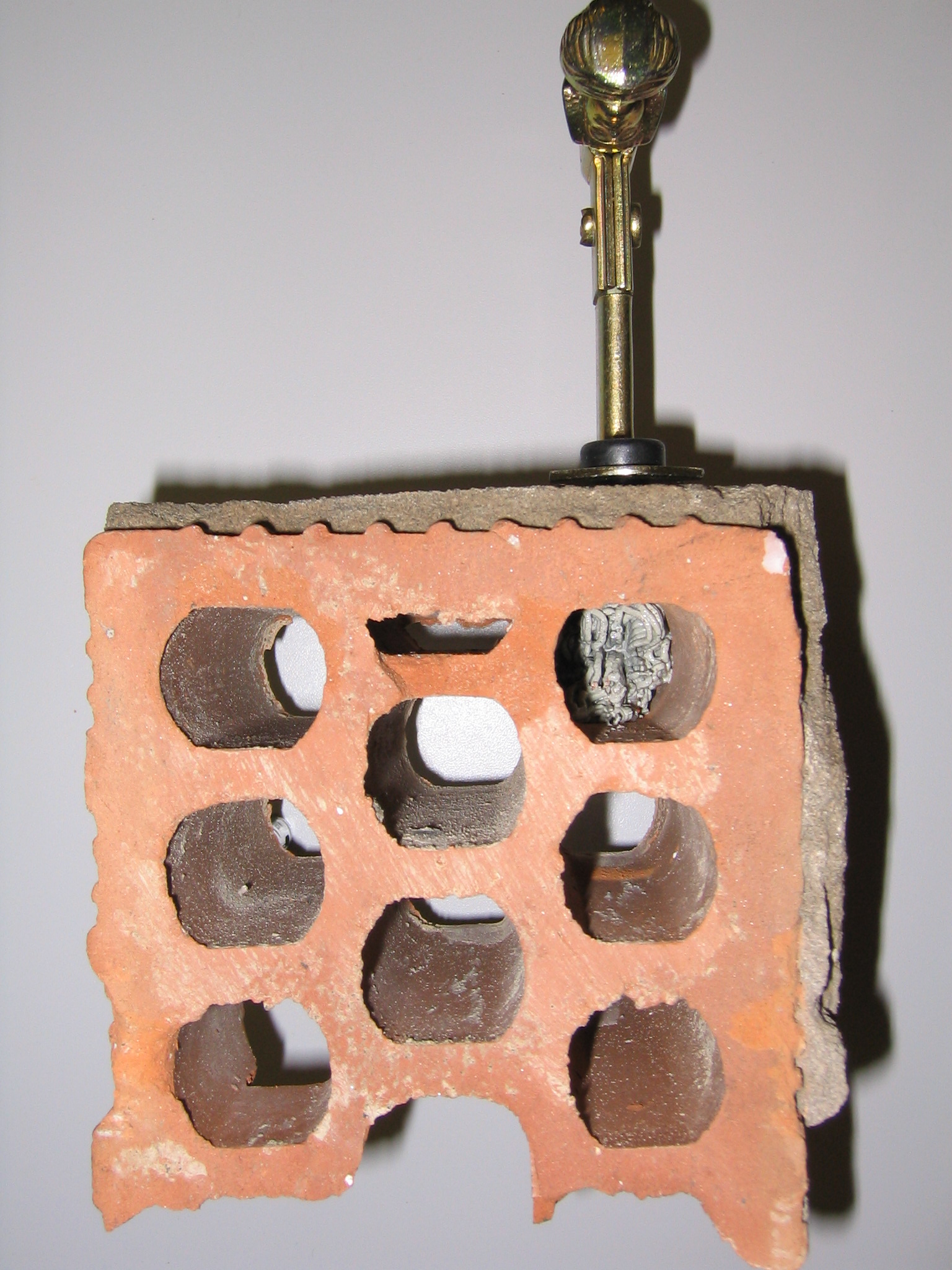
Taco químico en ladrillo perforado.

1. Perforar el soporte respetando el diámetro y la profundidad de perforación; perforar con simple rotación, sin percusión, para no romper los orificios internos del ladrillo.
2. Desatornillar la tapa del cartucho y atornillar el mezclador.
3. Insertar el cartucho en la pistola dispensadora.
4. Entregar la resina y desechar la parte inicial hasta la salida de una resina de color uniforme.
5. Insertar en el agujero el casquillo de inyección. Si el agujero está en el punto en el cual el soporte no está perforado, por ejemplo en el mortero entre los ladrillos, no utilizar el casquillo y realizar la instalación como si fuera un apoyo compacto.
6. Inyectar la resina en el agujero desde el fondo; entregar resina suficiente para hacerla salir de las mallas de la red del casquillo en la cantidad adecuada.
7. Insertar la barra girando levemente para una mejor disposición del anclaje.
8. Respetar los tiempos de endurecimiento antes de aplicar la carga.

### Aplicación en la mampostería compacta y el hormigón
1. Perforar la mampostería respetando el diámetro y la profundidad requeridos. Para mampostería compacta se recomienda el uso de una herramienta de perforación con rotopercusión.
2. Quitar el polvo del agujero con una escobilla y aire a presión. Un buen nivel de limpieza se obtiene en secuencias alternas y sucesivas de dos tiros de aire y dos cepillados.
3. La barra o el tornillo tienen que estar limpios, sin grasas o aceite ni herrumbre.
4. Desatornillar la tapa del cartucho y atornillar el mezclador. Para inyecciones más profundas de 15 centímetros y hasta los 100 centímetros, utilizar un extensor y cortarlo a medida. No exceder en longitud, de modo que no aumente demasiado el esfuerzo de entrega. Para un menor esfuerzo tener los cartuchos entre los 15 y los 25 °C.
5. Insertar el cartucho en la pistola dispensadora.
6. Entregar la resina y desechar la parte inicial hasta la salida de una resina de color uniforme.
7. Inyectar la resina desde el fondo; rellenar 2/3 del agujero subiendo con el mezclador (así la salida de un pequeño exceso de resina da la certeza visual de que el anclaje es correcto).
8. Insertar la barra torneando ligeramente para una mejor disposición de la resina. Si es necesario, el exceso de resina puede ser eliminada inmediatamente o, una vez endurecida, con la ayuda de un cincel.
9. Respetar los tiempos de reposo antes de aplicar la carga.

Si la resina en el mezclador está endurecida, tendrá que ser utilizado otro mezclador.

### Aplicaciones en los agujeros húmedos o llenos de agua
Si el agujero en el hormigón en la mampostería está húmedo o lleno de agua, puede retrasar el endurecimiento. Se estima que el tiempo requerido para el endurecimiento es 1.5 veces mayor que en los agujeros secos. En cualquier caso, referirse a las instrucciones del fabricante.
Algunas resinas no son adecuadas en los agujeros llenos de agua. En otros casos están recomendados factores de seguridad que limitan la carga. En estas aplicaciones la resinas mejores son las de viniléster puro o epoxi.

## Seguridad
Las resinas de los anclajes químicos están generalmente clasificadas como "preparados irritantes" (Xi). Por eso es necesario leer las informaciones de seguridad en la etiqueta y para un uso profesional, recibir y tener en cuenta la ficha de seguridad. Sucesivamente, aplicar todas las precauciones necesarias. En general es mejor proteger del contacto las manos, la piel y los ojos.

## Cálculo
El cálculo comienza a partir del conocimiento de la resistencia mecánica del sustrato en el que se hace el anclaje, por lo general ladrillo perforado o sólido, o de hormigón. En cuanto a los ladrillos perforados o llenos, la resistencia mecánica se obtiene por medio de pruebas experimentales. Los diferentes productores de anclajes químicos por lo general lo declaran en las fichas técnicas.

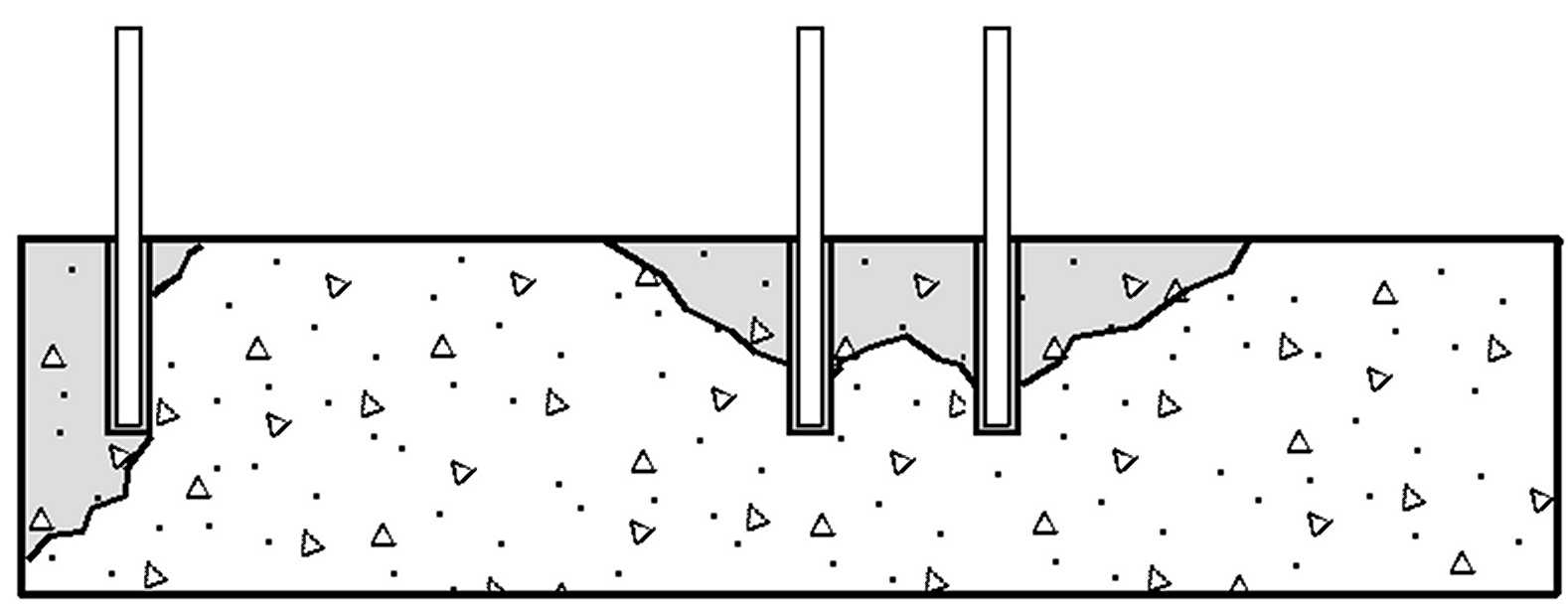
Cálculo de anclajes: proximidad de los bordes y distancia más corta

La aplicación de los productos químicos en el hormigón ofrece una mayor versatilidad que otros sistemas, para dar la posibilidad de variar la profundidad del anclaje y la capacidad para anclar en la proximidad de los bordes: los anclajes químicos no ejercen esfuerzos de expansión, por lo tanto, se puede aplicar más cerca del borde en comparación con tacos de expansión. 
Para el análisis de la resistencia del anclaje se debe tener en cuenta los tres principales modos de fallo: rotura de la varilla de acero, rotura del cono de hormigón y extracción por rotura de la resina.
Estos modos varían de manera diferente según la profundidad del anclaje, la resistencia a la rotura de la varilla es independiente de la profundidad, la extracción depende de la superficie lateral del agujero y varía linealmente con la profundidad, y la rotura del cono de hormigón varía con el cuadrado de la profundidad. En general, los fabricantes recomiendan una profundidad de inserción que tenga en cuenta el mejor resultado posible, también en relación con los factores de seguridad parciales relativos a modos de fallo. 
Para las situaciones más complejas hay que considerar la resistencia de corte y el momento de flexión. 
Generalmente la resistencia al corte es la de la varilla de acero y no depende del tipo de anclaje químico.
Una discusión compleja del cálculo y el dimensionamiento más preciso del anclaje químico está regulado en las guías de los Documentos de Idoneidad Técnica Europeos (ETAG) disponible en el sitio web de la Organización Europea por la Idoneidad Técnica www.eota.be. 
Para el uso de los anclajes químicos como sistema de varillas de refuerzo y juntas de hormigón armado, no se refiere a la teoría del anclaje (en la que se considera que el hormigón también se somete a esfuerzo de tracción) sino se refiere a los cálculos del hormigón armado. En este caso, por recomendación del fabricante y de cualquier certificación ITE del anclaje químico, se puede asimilar a la inserción de la barra corrugada con la resina a una barra similar embutida en el hormigón antes del vertido del hormigón. En este caso se usan las reglas de la superposición de las barras de armadura.
Sin embargo, se debe hacer referencia a los datos técnicos de los productores de anclajes químicos, que por lo general están simplificados y que pueden ser útiles para el proyecto. no te sale

## Certificación
La Unión Europea ha publicado normas técnicas para la calcificación y certificación de idoneidad para el uso de sistema de sujeción, a través de la EOTA que emite las ETAG para los sistemas de fijación. 
Como resultado, se puede conseguir para un producto determinado de fijación el ETA (DITE) que define las características y las aptitudes para los usos previstos y los requisitos esenciales para los productos de construcción establecidas por la Directiva Productos de Construcción.
Los anclajes estructurales pueden ser evaluados de acuerdo a estas normas en las instituciones acreditadas y obtener el certificado de conformidad y el marcado CE.